# Кавказское горное общество
Кавказское горное общество (КГО) — общественная организация в г. Пятигорске, созданная в начале XX века с целью популяризации горного туризма в регионе Северного Кавказа. Содействовало созданию ученического туризма в России. Участвовало в создании трёх пятигорских музеев.

## Организация Кавказского горного общества
Идея создания Кавказского горного общества (КГО) родилась в конце XIX века, когда общественность Пятигорска озаботилась ознакомлением приезжающих на Северный Кавказ с его достопримечательностями. Практическая деятельность по созданию Общества началась в 1899 году. Возглавили учредительный комитет атаман Пятигорского отдела А. А. Ржевусский, профессор Военно-медицинской академии О. А. Чечотт и швейцарский альпинист Р. Р. Лейцингер — автор текста устава. Главным вдохновителем идеи считают Рудольфа Рудольфовича Лейцингера.
14 (27) декабря 1901 г. устав Общества был официально утвержден министром земледелия и государственных имуществ А. С. Ермоловым, эта дата стала официальной датой рождения КГО.
Устав Общества предусматривал решение следующих задач:
- Всестороннее научное исследование Кавказских гор и прилегающих к ним предгорий, знакомство с жизнью и бытом населяющих Кавказ народностей;
- Оказание помощи учёным, художникам, туристам в посещении исследуемых местностей;
- Поддержка местных отраслей садоводства, хозяйства, горной промышленности;
- Охрана редких видов горных растений и животных, а также исторических памятников и достопримечательностей.

Создавая Общество Р. Р. Лейцингер надеялся, что «Мы привлечём массу учёных, альпинистов в наш чудный край и осветим лабиринты громадного Кавказа, которые до сих пор почти не исследованы. Я более чем уверен, что в скором времени и наш Кавказ понравится русским не меньше Тироля или Швейцарии».
Первое заседание Общества состоялось 18 апреля 1902 года. Первым председателем был избран О. А. Чечотт. Первоначально в общество входило 32 человека, но постепенно его состав вырос до 100 членов. Почётными членами КГО были великий князь Дмитрий Константинович, эмир Бухарский Сеид-Абдул-Ахад-Хан, князь Григорий Голицын и др. Среди действительных членов — граф Сюзор, барон фон Штейн. Отделения КГО работали в Ессентуках, Кисловодске, Железноводске и Нальчике. Канцелярия Кавказского горного общества, справочное бюро и зал для экскурсантов размещались в доме Р. Р. Лейцингера.
В 1903 году Общество получило свои флаг и знак.
В 1907 году пост председателя занял Р. Р. Лейцингер и оставался на нём до своей кончины 22 января 1910 года. В дальнейшем пост председателя занимали архитектор А. И. Кузнецов (1911—1914), А. П. Лорч.
КГО сотрудничало с аналогичными обществами и клубами России и Западной Европы, с Археологической комиссией, осуществлялся обмен необходимой литературой; 212 листов топографических карт Кавказа были переданы Обществу командующим войсками Кавказского военного округа генералом А. Фрезе.
Общество издавало газету «Сезонный листок», журнал «Вестник Кавказского Горного общества», свой Ежегодник, а также брошюры.
В 1923 году Кавказское Горное общество возобновило свою деятельность в здании Бальнеологического института (ул. Александровская, 5, ныне - ул. Дунаевского), там же — Курортно-бальнеологический музей. КГО было возвращено ранее национализированное имущество и библиотека. Общество включало 68 членов, были организованы естественно-историческая, краеведческая и экскурсионная секции.

#### Рудольф Рудольфович Лейцингер
Создание КГО и его деятельность в первое десятилетие тесно связаны с именем Р. Р. Лейцингера. Лейцингер родился 1 декабря 1845 года в городе Нетсталь в Швейцарии в семье потомственных винокуров. В возрасте 19 лет Рудольф переехал в Россию, в Тамбов, для управления винокуренными заводами графа Апраксина. Затем переехал в Воронеж, а в 1881 году — на Кавказ.
В Терской области и в Ставропольской губернии он ставит первые на Кавказе беспрерывно действующие перегонные спиртовые аппараты на винокуренных заводах, пропагандирует необходимость использования машин при обработке земли и уборке хлебов, и с этой целью он первый приобретает две паровые молотилки для станиц Лысогорской и Незлобной.
В Пятигорске с именем Лейцингера связаны многие городские новшества: в его доме был открыт первый зимний театр (1898), проведён первый киносеанс. «Неистовый швейцарец» принимал активное участие в создании Общества трезвости, Общества пособия бедным, дешёвых столовой и чайной, открыл первое Бюро для экскурсантов. В 1898 году Лейцингер поднял вопрос об устройстве трамвая в г. Пятигорске и представил проект, который и был принят почти целиком. Лично участвовал в разбивке бульваров, обустройстве дорожек и посадке деревьев на горе Горячей.
Участвовал в горных экспедициях и археологических раскопках на Кавказе. Разработал проект проведения пешеходной тропы на вершину Эльбруса.
Р. Р. Лейцингер скончался 10 января 1910 года. На венке от Кавказского горного общества была надпись «Дорогому дедушке русского альпинизма».

#### Возрождение КГО
В декабре 1996 года Кавказское горное общество в Пятигорске было возрождено.

## Практическая деятельность в горах
Первоочередной задачей Общества была признана организация горных прогулок в районе Кавказских Минеральных Вод и в наиболее доступные места Главного Кавказского хребта. Для её реализации создавались тропы и хижины на различных маршрутах. В период с 1901 по 1905 год были разработаны маршруты по горам-лакколитам Пятигорья, к таким достопримечательностям как Медовые водопады, «Замок коварства и любви», Долина нарзанов, а также в Баксанское ущелье, на склоны Эльбруса и Казбека; проложены пешеходные тропы на вершины Машука и Бештау, построен приют для экскурсантов на Бермамыте.
КГО приобретало и доставляло на Кавказ специальное снаряжение для альпинизма из Швейцарии.
Члены Общества исследовали многие лечебные местности: Теберду, Цейское ущелье, Тамисские сероводородные источники, Долину нарзанов, Верхнемалкинский горячий источник, районы Сочи, Мацесты и Хосты. Под руководством Чечотта были организованы две экспедиции к Цейскому леднику.
Последним и самым грандиозным проектом Р. Р. Лейцингера стало проведение пешеходной тропы на Западную и Восточную вершины Эльбруса: в 1909 году (за полгода до кончины Лейцингера) была осуществлена экспедиция, в ходе которой построен приют на Кругозоре (3000 метров, юго-восточный склон Эльбруса, по решению членов КГО приют получил название Лейцингеровский), а также подобрана площадка для следующего приюта — «Приюта 11-ти», получившего своё воплощение лишь спустя 25 лет.
Альпинист Дубянский с экспедицией поднялся на восточную вершину Эльбруса, а член правления КГО Ройхель утвердил флаг Общества на Казбеке.

## Ученический туризм
Кавказское горное общество явилось инициатором и организатором общедоступных ученических экскурсий по Кавказским Минеральным Водам. Первые 8 экскурсий были проведены в 1905 году. В 1906 году Р. Р. Лейцингер издал брошюру «Несколько слов об ученических экскурсиях», которая была одобрена Министерством народного просвещения и разослана во все учебные округа и в 640 учебных заведений России. По ходатайству Р. Р. Лейцингера Министерство путей сообщения для поездок предоставило учащимся 50-ти процентную скидку на билеты. В Пятигорье стали приезжать группы детей из Санкт-Петербурга, Москвы, Киева, Архангельска и других городов. По распоряжению попечителя Кавказского учебного округа активное участие в таких экскурсиях стали принимать местные учащиеся средних учебных заведений.
В 1905 году Р. Р. Лейцингер для приезжающих учащихся выделил часть своей усадьбы, назвав новое место размещения «Ученический приют КГО в Пятигорске — гостиница Швейцария». Одновременно на турбазе размещалось до 250 человек. Проживание было бесплатным, группам предоставлялся опытный гид. Только в сезоне 1909 г. через ученический приют КГО в Пятигорске прошло 119 групп, в которых было 3993 экскурсанта.
В годы правления А. И. Кузнецова бесплатный приют для учащихся экскурсантов открылся и в Пятигорском городском женском училище.
Символично, что спустя десятилетия, Пятигорский Центр детско-юношеского туризма и экскурсий разместился именно в бывшей усадьбе Р. Р. Лейцингера.

## Музеи
Благодаря деятельности КГО в Пятигорске были созданы три музея — Краеведческий (первоначально Музей Горного общества) (1905), «Домик Лермонтова» (1912) и Курортный (1915).
История Краеведческого музея города Пятигорска началась с Музея Горного общества, открытого в 1905 году в доме Р. Р. Лейцингера. Первой его коллекцией стала коллекция окаменелостей и горных пород, собранная во время экскурсий самим Лейцингером. Коллекцию бабочек передали в музей члены Общества А. П. Лезина и И. С. Ткешелашвили, фотографий и диапозитивов — член правления Г. И. Раев, археологическую коллекцию — В. Р. Апухтин, член Санкт-Петербургского императорского археологического института, проводивший раскопки курганов Пятигорья в 1902—1903 годах.
В 1912 г. Кавказское горное общество получило в свое распоряжение усадьбу В. И. Чиляева, выкупленную Пятигорской городской думой у частного владельца для создания мемориального музея М. Ю. Лермонтова. На протяжении 1912—1913 годов КГО активно собирало экспонаты и библиотеку, связанные с именем поэта. И хотя уже с 1 января 1914 года Музей вернулся в подчинение городских властей, долгое время он оставался в том состоянии, в которое его успело привести КГО.